# The Common Linnets
The Common Linnets es un grupo musical neerlandés formado en 2013. La banda fue originalmente creada por Ilse DeLange y Waylon con el propósito de dar un concierto en el estadio De Grolsch Veste y para representar a Países Bajos en el Festival de la Canción de Eurovisión 2014.
El origen del nombre del grupo se debe a que DeLange y Waylon son de la parte oriental de los Países Bajos. A los holandeses de esta región a veces se les denomina heikneuters, refiriéndose al pájaro cantor kneu, o 'pájaro pardillo'. De este modo se podría decir que DeLange y Waylon son dos pájaros que cantan desde el este de Holanda (The common linnets - Los pardillos comunes). El nombre de la banda es una idea del diseñador holandés Rens Dekker, que también es responsable del diseño de las ilustraciones de su sencillo y álbum homónimo.
La cantante Ilse DeLange (Almelo, 1977) se subió por primera vez a un escenario a los 8 años. Durante su adolescencia se presentó a numerosos concursos musicales y ha formado parte de varios grupos musicales. Con uno de ellos, llamado Cash On Delivery, viajó a Nashville en el año 1998, donde tuvo la oportunidad de grabar su primer álbum, "World of hurt", con el productor Barry Beckett. Con este primer trabajo por fin consiguió el reconocimiento de la industria musical de su país. Fue el despegue de una espectacular carrera que incluye siete álbumes de estudio y sencillos superventas, entre los que destacan "Miracle" y "So incredible".
Willem Bijkerk, más conocido como Waylon, nació en la ciudad holandesa de Apeldoorn en 1980. En 2008 participó en el reality Holland's Got Talent y, tras su paso por el programa, publicó su primer álbum "Wicked Ways", que fue uno de los discos más vendidos en 2009 en Países Bajos. Eligió el nombre de artístico de Waylon en honor a uno de sus ídolos, el cantante country norteamericano Waylon Jennings, con el que estuvo de gira en el año 2001.
La televisión pública del país AVROTROS eligió de manera interna sus representantes el 25 de noviembre de 2013, basándose en el éxito que avala por separado tanto a Ilse como a Waylon. Ambos son muy conocidos de la escena musical de los Países Bajos y desde meses atrás de su elección llevaron a emprender un proyecto conjunto que les llevó a Nashville, Estados Unidos para preparar su primer álbum (en el que se incluirá "Calm after the storm", canción con la que se presentaría al Festival y que sería todo un éxito). Con esta canción quedarían en segundo lugar con 238 puntos durante la final de Eurovisión, su mejor posición en el Festival desde 1975 y la segunda vez que llegan en la final en los últimos 10 años.
Una vez concluido el festival, Waylon abandono la formación y fue sustituido por el cantante estadounidense Jake Etheridge.
A raíz de Eurovisión, el dúo y su canción "Calm after the storm" subieron rápidamente a las listas de éxitos en todo el mundo logrando colocarse en el puesto 12 a nivel mundial::

## Listas
| País         | Lista de | Posición |
| ------------ | -------- | -------- |
| Noruega      | iTunes   | 1        |
| Letonia      | iTunes   | 1        |
| Suecia       | iTunes   | 1        |
| Eslovenia    | iTunes   | 1        |
| Lituania     | iTunes   | 1        |
| Estonia      | iTunes   | 1        |
| Irlanda      | iTunes   | 1        |
| Países Bajos | iTunes   | 1        |
| Bélgica      | iTunes   | 1        |
| Dinamarca    | iTunes   | 1        |
| España       | iTunes   | 2        |
| Malta        | iTunes   | 2        |
| Suiza        | iTunes   | 2        |
| Hungría      | iTunes   | 2        |
| Austria      | iTunes   | 2        |
| Finlandia    | iTunes   | 2        |
| Luxemburgo   | iTunes   | 3        |
| Alemania     | iTunes   | 4        |
| Polonia      | iTunes   | 4        |
| Grecia       | iTunes   | 6        |
| Chipre       | iTunes   | 10       |
| Moldavia     | iTunes   | 10       |
| Reino Unido  | iTunes   | 10       |
| Ucrania      | iTunes   | 10       |
| Rusia        | iTunes   | 12       |
| Australia    | iTunes   | 49       |
| Catar        | iTunes   | 58       |
| Italia       | iTunes   | 67       |
| Francia      | iTunes   | 91       |
| Namibia      | iTunes   | 112      |
| Vietnam      | iTunes   | 127      |